# 雅西
雅西（羅馬尼亞語：Iași，發音：[ˈjaʃʲ] ⓘ）是羅馬尼亞雅西縣的首府。2002年人口為320,888人，是羅馬尼亞次於布加勒斯特的第二大城市。

## 歷史
1564年，摩爾達維亞公國大公Alexandru Lăpușneanu將首都從蘇恰瓦移至雅西。雅西在1564至1859年為摩爾達維亞公國的首都，1859至1862年與布加勒斯特同為摩爾達維亞與瓦拉幾亞聯合公國的首都，1916至1918年為羅馬尼亞王國的首都。
雅西是1941年羅馬尼亞王國法西斯政府對猶太人的集體迫害（pogrom）「雅西集體迫害」的發生地，當地猶太人人口的一半，約14,000人死亡，其中大約有2,000在集體迫害本身中死亡，12,000人在集體迫害的後果中死亡。剩下的猶太人則被遣送。今日雅西猶太人的人口約有600人。
1944年3月至8月，雅西受到蘇聯轟炸。1944年8月21日被蘇聯軍隊佔領。二次大戰後，雅西於1950與1970經歷兩波工業化，鄉村人口移入，市區快速發展。

## 教育
雅西是一個教育中心，有成立於1860年的、羅馬尼亞最古老的大學雅西大學（現名亞歷山德魯伊萬庫扎大學）。
位於雅西的大學包括：
（以下為不完全列表。且需注意各國認證問題。）
- 亞歷山德魯伊萬庫扎大學 (Universitatea "Alexandru Ioan Cuza")
- 格奧爾基·阿薩奇技術大學
- Grigore T. Popa醫藥大學 (Universitatea de Medicină și Farmacie "Grigore T. Popa")
- George Enescu藝術大學 (Universitatea de Arte "George Enescu")
- Ion Ionescu de la Brad農業及獸醫大學 (Universitatea de Științe Agricole și Medicină Veterinară „Ion Ionescu de la Brad”)
- 雅西Petre Andrei大學 (Universitatea "Petre Andrei" din Iași)

## 姊妹城市
- 法國普瓦捷
- 法國阿斯克新城
- 巴勒斯坦杰里科
- 中國西安
- 加拿大魁北克市
- 美國亚特兰大
- 義大利帕多瓦
- 義大利聖奧萊斯特
- 義大利納澤諾
- 義大利托利塔提巴利娜
- 義大利菲拉恰諾
- 義大利福拉諾
- 義大利莫爾魯博
- 伊朗伊斯法罕
- 希臘佩里斯特里
- 埃及艾斯尤特
- 烏克蘭切爾諾夫策